# Limnophila pygmaea
Limnophila pygmaea är en grobladsväxtart som beskrevs av Joseph Dalton Hooker. Limnophila pygmaea ingår i släktet Limnophila och familjen grobladsväxter. Inga underarter finns listade i Catalogue of Life.